# أبو علي الحاتمي
أبو علي محمد بن الحسن المظفر البغدادي (~310هـ/~922م - 388هـ/998م) ويُلَقَّب بالحاتمي، هو كاتب وشاعر عربي عاش في العصر العباسي.

## سيرته
ولِدَ محمد بن الحسن المُظفّر في سنة 310هـ، وكانت ولادته في مدينة بغداد، ولُقِّب بالحاتمي نسبةً إلى أحد أجداده. عاصر أبو علي عددًا من الشعراء، وتأثَّر وأخذ عن أبي عمر الزاهد وابن دريد على وجه الخصوص، ولم يكن أبو علي مشهوراً حتى تعرَّف على أبي محمد الحسن المهلبي، كاتب معز الدولة، فذاع صيته في الأوساط الأدبيَّة والسياسيَّة. ووفد الحاتمي على سيف الدولة في حلب أو في الموصل، وفي 350هـ التقى الحاتمي بأبي الطيب المتنبي في بغداد، وناظره في معاني شعره، وألَّف بعدها رسالةً يعقد فيها مقارنةً بين معاني أبيات المتنبي والحكم المنسوبة إلى أرسطو. تُوفِّي أبو علي الحاتمي في السادس والعشرين من ربيع الآخر سنة 388هـ.

## مؤلفاته
تُنسَب إليه المؤلفات التالية:
- «الرسالة الحاتميَّة» (مطبوع، يُقارن فيها بين أبيات المتنبي وأقوال أرسطو).
- «حلية المحاضرة» (مطبوع).
- «الهلباجة» (في الردِّ على رجلٍ شتم الوزير أبا عبد الله بن سعدان).
- «الحالي والعاطل».
- «سرُّ الصناعة».
- «كتاب المجاز» (في النقد الأدبي).
- «الرسالة الناجية».
- «مختصر العربية».
- «كتاب الشراب».
- «منتزع الأخبار ومطبوع الأشعار».
- «كتاب المغسل» (يتناول فيه شخصية أبي الحسن البتي).
- * «جبهة الأدب» (يسرد فيه وقائع مناظرته مع المتنبي).